# Джульбарс (фільм)
«Джульбарс» — радянський художній фільм 1935 року режисера Володимира Шнейдерова, знятий за сценарієм Габріеля Ель-Регістана на студії «Межрабпомфільм».

## Сюжет
Фільм розповідає про протистояння прикордонників і відважної вівчарки, пса на ім'я Джульбарс (тюркською: «Тигр»), банді, яку очолює колишній бай. Загін басмачів нападає на мирний караван, що бреде в гірські кишлаки, і старий-провідник Шо-Мурад (Микола Черкасов) з онукою Пері (Наталія Гіцерот) опиняються в полоні у бандитів. Прикордонникам і вірному Джульбарсу належить відбити бранців і знешкодити ворогів.

## У ролях
- Микола Черкасов —  Шо-Мурад
- Наталія Гіцерот —  Пері
- Микола Макаренко —  Ткаченко
- Іван Бобров —  Абдулла
- Андрій Файт —  Керім
- Еммануїл Геллер —  епізод
- Журахон Рахмонов —  епізод
- М. Телешов —  жебрак

У ролі «Джульбарса» — вівчарка Люкс.

## Знімальна група
- Режисер-постановник — Володимир Шнейдеров
- Сценаристи — Габріель Ель-Регістан, Володимир Шнейдеров
- Оператор — Олександр Шеленков
- Асистент режисера — Микола Верховський
- Асистент оператора — Іоланда Чен
- Художник — Федір Богуславський
- Музика — Сергій Василенко
- Звукорежисер — Є. Деруп
- Директор картини — Фелікс Богуславський